# Austrosynapha paulistana
Austrosynapha paulistana är en tvåvingeart som beskrevs av Lane 1956. Austrosynapha paulistana ingår i släktet Austrosynapha och familjen svampmyggor. Inga underarter finns listade i Catalogue of Life.